# Caporiaccosa arctosaeformis
Caporiaccosa arctosaeformis är en spindelart som först beskrevs av Lodovico di Caporiacco 1940.  Caporiaccosa arctosaeformis ingår i släktet Caporiaccosa och familjen vargspindlar.
Artens utbredningsområde är Etiopien. Inga underarter finns listade.